# Lawrence W. Butler
Lawrence W. Butler (Akron, 30 luglio 1908 – Fallbrok, 19 ottobre 1988) è stato un effettista statunitense.
Ha vinto un premio Oscar ai migliori effetti speciali nel 1941 per il film Il ladro di Bagdad e viene candidato per altre tre volte nella stessa categoria per i film Lady Hamilton nel 1942, Il libro della giungla nel 1943 e Notti d'oriente nel 1946. Nel 1976 gli viene assegnato l'Oscar alla tecnica. È conosciuto anche come inventore del processo del blue screen 

## Filmografia

### Effetti speciali
- La vita futura (Things to Come), regia di William Cameron Menzies (1936)
- Elisabetta d'Inghilterra (Fire Over England), regia di William K. Howard (1937)
- Le tre spie (Dark Journey), regia di Victor Saville (1937)
- La cavalcata delle follie (South Riding), regia di Victor Saville (1938)
- Il ladro di Bagdad (The Thief of Bagdad), regia di Ludwig Berger, Michael Powell e Tim Whelan (1940)
- Lady Hamilton (That Hamilton Woman), regia di Alexander Korda (1941)
- Lydia, regia di Julien Duvivier (1941)
- Vogliamo vivere! (To Be or Not to Be), regia di Ernst Lubitsch (1942)
- Il libro della giungla (Jungle Book), regia di Zoltán Korda (1942)
- Casablanca, regia di Michael Curtiz (1942)
- La bandiera sventola ancora (Edge of Darkness), regia di Lewis Milestone (1943)
- Destinazione Tokio (Destination Tokyo), regia di Delmer Daves (1943)
- Il canto del deserto (The Desert Song), regia di Robert Florey (1943)
- Il pilota del Mississippi (The Adventures of Mark Twain), regia di Irving Rapper (1944)
- Janie, regia di Michael Curtiz (1944)
- Crime by Night, regia di William Clemens (1944)
- Stanotte e ogni notte (Tonight and Every Night), regia di Victor Saville (1945)
- La tromba squilla a mezzanotte (The Horn Blows at Midnight), regia di Raoul Walsh (1945)
- Contrattacco (Counter-Attack), regia di Zoltán Korda (1945)
- Notti d'oriente (A Thousand and One Nights), regia di Alfred E. Green (1945)
- Saratoga (Saratoga trunk), regia di Sam Wood (1945)
- Vacanze pericolose (Perilous Holiday), regia di Edward H. Griffith (1946)
- Gilda, regia di Charles Vidor (1946)
- Prairie Raiders, regia di Derwin Abrahams (1947)
- Oppio (To the Ends of the Earth), regia di Robert Stevenson (1948)
- Stanotte sorgerà il sole (We Were Strangers), regia di John Huston (1949)
- L'ammutinamento del Caine (The Caine Mutiny), regia di Edward Dmytryk (1954)
- Il giorno dopo la fine del mondo (Panic in Year Zero!), regia di Ray Milland (1962)
- Prima vittoria (In Harm's Way), regia di Otto Preminger (1965)
- Indovina chi viene a cena? (Guess Who's Coming to Dinner), regia di Stanley Kramer (1967)